# Município de Washington (condado de Logan, Ohio)
O município de Washington (em inglês: Washington Township) é um município localizado no condado de Logan no estado estadounidense de Ohio. No ano de 2010 tinha uma população de 3.605 habitantes e uma densidade populacional de 57,61 pessoas por km².

## Geografia
O município de Washington encontra-se localizado nas coordenadas 40° 25′ 07″ N, 83° 53′ 26″ O. Segundo o Departamento do Censo dos Estados Unidos, o município tem uma superfície total de 62.57 km², da qual 59,14 km² correspondem a terra firme e (5,48 %) 3,43 km² é água.

## Demografia
Segundo o censo de 2010, tinha 3.605 habitantes residindo no município de Washington. A densidade populacional era de 57,61 hab./km². Dos 3.605 habitantes, o município de Washington estava composto pelo 97,48 % brancos, o 0,55 % eram afroamericanos, o 0,14 % eram amerindios, o 0,17 % eram asiáticos, o 0,28 % eram de outras raças e o 1,39 % eram de uma mistura de raças. Do total da população o 1 % eram hispanos ou latinos de qualquer raça.